# Chasmia ornata
Chasmia ornata är en tvåvingeart som beskrevs av M. Josephine Mackerras 1971. Chasmia ornata ingår i släktet Chasmia och familjen bromsar. Inga underarter finns listade i Catalogue of Life.